# Tobias Knoflach
Tobias Knoflach (Vienna, 30 dicembre 1993) è un calciatore austriaco, portiere del Rapid Vienna II.

## Carriera
Cresciuto nel settore giovanile del Rapid Vienna, ha esordito in prima squadra il 29 agosto 2015 subentrando dopo 6 minuti di gioco a Louis Schaub nell'incontro di Bundesliga austriaca perso 4-2 contro il Mattersburg.
L'8 dicembre 2016 ha debuttato anche nelle competizioni europee giocando da titolare il match di UEFA Europa League pareggiato 1-1 contro l'Athletic Bilbao.